# Montigny-aux-Amognes
Montigny-aux-Amognes – miejscowość i gmina we Francji, w regionie Burgundia-Franche-Comté, w departamencie Nièvre.
Według danych na rok 1990 gminę zamieszkiwało 498 osób, a gęstość zaludnienia wynosiła 20 osób/km² (wśród 2044 gmin Burgundii Montigny-aux-Amognes plasuje się na 461. miejscu pod względem liczby ludności, natomiast pod względem powierzchni na miejscu 291.).